# Corocastel Conegliano
Il Corocastel è un coro maschile con sede a Conegliano (TV) diretto dal maestro Giorgio Susana.

## Storia
Nel 1966, un gruppo di giovani, alcuni appena reduci dalla naia alpina, altri invece puri appassionati della montagna e dei suoi canti, si radunarono attorno a don Angelo Visentin e a Toni Battistella, trascinati dalla passione per il canto, dando origine al Corocastel.
I canti tradizionali costituiscono il repertorio del coro, che varia dalle ballate e storie più antiche del Tre-Quattrocento a composizioni più recenti; canti che rievocano storie della cultura popolare, canti d'amore, di lavoro, dell'emigrazione, d'osteria, di naia e di guerra: stati d'animo, ricordi, paure, nostalgie che rivivono e si rinnovano attraverso le elaborazioni e le reinvenzioni di compositori quali Luigi Pigarelli, Antonio Pedrotti, Renato Dionisi, Arturo Benedetti Michelangeli, Gianni Malatesta, Paolo Bon, Flaminio Gervasi, Toni Battistella.
Dal 1976 al 1986, con la direzione artistica di Efrem Casagrande, il Corocastel ha organizzato undici stagioni concertistiche, strumentali e vocali, con sedici conferenze e sessantacinque concerti, tra i quali: Trio di Trieste, Uto Ughi, duo Gorini-Bagnoli, Orchestra dei Solisti di Sofia, Severino Gazzelloni, Arturo Sacchetti, duo Fabbriciani-Fricelli, Nova Schola Gregoriana, Cecilia Gasdia, Giuliano Carmignola, ensemble de I Solisti Veneti.
Il Corocastel attualmente si propone anche in uno spettacolo teatrale dal titolo "Conflitto e castigo" (regia di M. Mune con Milena Vukotich e l'orchestra Art Ensemble) e nell'oratorio per voce recitante, soli, coro e orchestra "Francesco d'Assisi", su testi di Donatella Pavan e musiche di Giorgio Susana e di Giuliano Pavan

### Attività artistica
Il coro ha svolto concerti in Brasile, Bulgaria, Francia, Germania, Italia, Jugoslavia, Repubblica Ceca, Svizzera, Ungheria, partecipato a concorsi e a rassegne corali tra cui la Rassegna internazionale di canto corale di Mel ed effettuato registrazioni audio e video.

## Discografia
- 2016 doppio CD "Tra Fanti e Santi"

doppio CD elaborato in occasione del 50º anniversario del coro contenente brani sacri e profani in parte armonizzati dal M° Giorgio Susana e contenente la composizione inedita "Beati quorum via" del M° Mario Lanaro dedicata al Corocastel.
- 2011 CD "I colori delle voci"

CD elaborato in occasione del 45º anniversario del coro contenente brani armonizzati dal M° Giorgio Susana.
- 2008 CD "Live in Concert"

Registrazioni di alcuni brani in concerti dal vivo del Corocastel effettuate tra il 2006 ed il 2008 in varie località limitrofe.
- 2006 Libro illustrato con CD "Quarant'anni in coro" (Canti in contrada)

Registrazione di canti armonizzati da Toni Battistella in occasione del 40º anniversario della fondazione del coro.
- 2005 VHS "Tuti mati..."

Registrazione in videocassetta della XXXIV rassegna del Corocastel coi Belumat e i Bamboccianti, riguardante i "canti onti" e non, che solitamente si cantavano una volta in "ostaria"
- 2002  VHS "Amorosa Vigna"

Videocassetta comprendente immagini di paesaggi e avvenimenti tipici della tradizione Veneta di Sinistra Piave ispirata alla coltivazione della vigna e del vino.
- 2000 CD "Mentre il silenzio"

canti di natale registrato dal vivo nelle chiese di Conegliano e dintorni.
- 1997 VHS "Nataleincanto"

Videocassetta con canti di Natale comprendente immagini natalizie, di presepi viventi e non raccolti nella provincia di Treviso.
- 1996   CD "Trentanni"

registrazione in occasione del 30º anniversario della fondazione del coro.
- 1993 VHS "Contradeincanto"

Videocassetta comprendente immagini della Marca Trevigiana accompagnata da nostri canti di repertorio.
- 1989 LP "Cantar le storie"

- 1983 LP "Noi... Cantando"

- 1980 LP "Rapsodia alpina"

- 1976 LP "... e su e giù per ste contrade"

- 1971 LP "E su e giù per ste contrade"

## Direzione
Alla direzione del coro si sono succeduti i maestri Don Angelo Visentin (1966-1967), Toni Battistella (1967-1989 e 2004-2006) e Diego Tomasi (1989-2004). Dal 2006 il coro è diretto dal maestro Giorgio Susana, coadiuvato da Toni Battistella.